# Азербайджанський державний театр ляльок імені Абдулли Шаїга
Азербайджа́нський держа́вний теа́тр ляльо́к і́мені Абдулли́ Шаї́га (азерб. Abdulla Şaiq adına Azərbaycan Dövlət Kukla Teatrı) — державний ляльковий театр у столиці Азербайджану місті Баку; головна дитяча театральна сцена країни. 

## Загальні дані
Азербайджанський Державний Театр ляльок імені Абдулли Шаїга міститься в історичній будівлі, й розташований за адресою: 
просп. Нефтчиляр, 36, м. Баку (Азербайджан).
Теперішній будинок театру з виразними елементами неоренесансу був зведений за проектом польського архітектора Йозефа Плошка (Józef Płoszko) в 1910 році для кінотеатру «Феноменон».
Глядацька зала театру розрахована на 210 місць. 
Театр працює державною азербайджанською мовою, існує також російське (російськомовне) відділення.
Чинний директор театру — Рашад Ахмед-заде.

## З історії театру
Театр ляльок у Баку був заснований у 1931 році. 
У різий час заклад діяв як:
- самостійний театр (1931—41, 1946—50 роки);
- Азербайджанський театр юного глядача (1941—46 роки);
- як структурний підрозділ Азербайджанської Державної Філармонії (1950—65).

Починаючи від 1965 року й дотепер Бакинський ляльковий театр є самостійним театральним колективом, від 1990-х — головним (провідним) дитячим театром незалежного Азербайджану. 
Від 1974 року театр носить ім'я Абдулли Шаїга.

## Репертуар

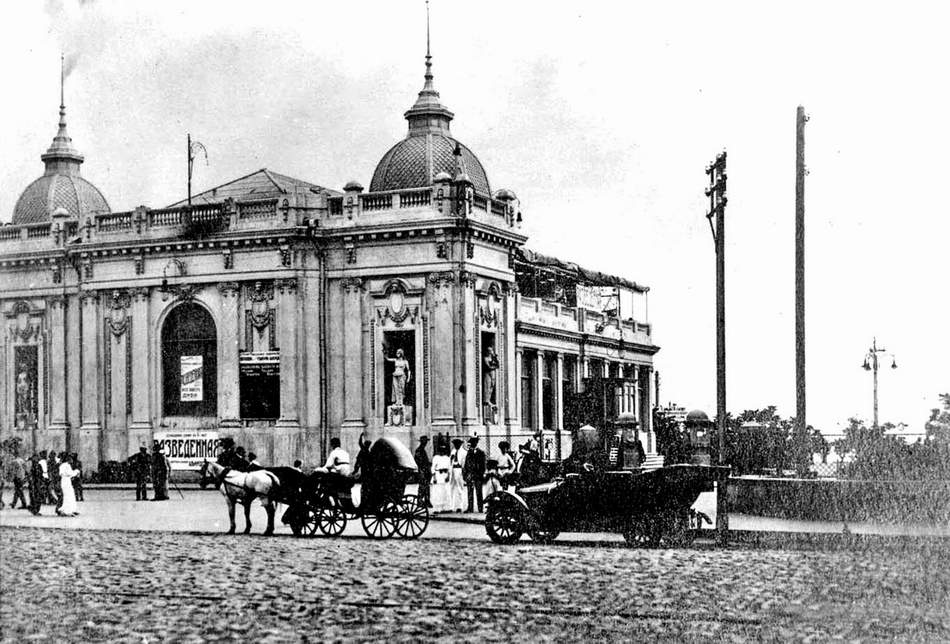
Кінотеатр «Феномен» у 1912 року.

Спочатку бакинські лялькарі ставили винятково азербайджанські, російські та західно-європейські драматургічні п'єси, азербайджанські усні народні літературні мотиви: «Гаджи Кара» (Ахундова), «Алмас» (Дж. Джабарли), «Іскандер и пастух», «Карлик», «Наргиз» (М. Сеїд-заде) тощо. 
Від 1960—70-х років у Бакинському ляльковому театрі почали представляти репертуар для маленьких глядачів, школярів. А від 1975 року на сцені театру показують твори і для дорослої авдиторії: «Три казки» (А. Шаїг), «Близнюки-брати» (Х. Зія), «Цей дім чий дім?» (Р. Гейдар) тощо. 
У театральних виставах Азербайджанського Державного Театру ляльок імені Абдулли Шаїга діють ляльки (об'ємні та пласкі), що приводяться в дію акторами-лялькарями, прихованими від глядацького ока ширмою. Численні (різні) форми спектаклів визначаються розмаїттям видів ляльок, системою їх управління (маріонетки, пальчаткові, тростинні, механічні ляльки); національними традиціями, специфікою постановково-драматичних завдань.

## Виноски
1. ↑  Керівництво (театру) (рос.) на Офіційна сторінка театру
2. ↑  Фатуллаев Ш. С. Градостроительство и архитектура Азербайджана XIX-начала XX века, Ленинград, 1986, стор. 229 (рос.)